# Microsoft Flight Simulator X

Microsoft Flight Simulator X, také známý jako FSX, je verze Microsoft Flight Simulator po Flight Simulator 2004.

## FSX Standard vs FSX Deluxe Edition
Flight Simulator X byl vydán ve třech edicích: Standard, Deluxe a později Gold. Deluxe Edition zahrnuje některé další funkce, tři nové letouny s kokpitem Garmin G1000 a umožňuje hráči řídit letový provoz (ATC) ostatním online hráčům.
Kromě toho Deluxe Edition nabízí 24 letadel, v porovnání s 18 v Standardu, 51 strukturovaných misí v porovnání s 30, 45 detailních letišť v porovnání s 40 a 38 detailních měst oproti 28 v Standard edici.
Microsoft Flight Simulator X: Gold Edition je pak kombinací Deluxe Edition a Acceleration Pack.

## Nové funkce
- Vylepšená grafika, nový model Země, usnadnění polární lety,souhvězdí, atd.
- Letištní vozidla odbavují na Mezinárodních letištích letadlo po stisknutí Ctrl + J.
- Vestavěná GPS podpora byla vylepšena, aby zahrnovala integrovaný skleněný kokpit Garmin G1000 (pouze v Deluxe edici).
- Vylepšené ATC.
- Zlepšená a nová letadla.
- Vylepšený systém počasí.
- Zdokonalený multiplayer.
- Zdokonalený zvukový systém.
- Maximální výška se zvýšila na 100.000.000 stop.
- Chvění obrazovky ve virtuálním kokpitu letadla.
- Turbulence atd.
- Nový efekt vody,(např. 3D vlny).
- Red Bull Air Race World Championship Racing
- A mnoho dalšího...

## Letadla
| Letadlo                              | Standard | Deluxe | Gold |
| ------------------------------------ | -------- | ------ | ---- |
| Airbus A321                          | Ano      | Ano    | Ano  |
| Air Creation 582-SL Trike Ultralight | Ano      | Ano    | Ano  |
| AgustaWestland AW101                 | Ne       | Ne     | Ano  |
| Beechcraft Baron 58                  | Ano      | Ano    | Ano  |
| Beechcraft Baron 58 G1000            | Ne       | Ano    | Ano  |
| Beechcraft King Air 350              | Ano      | Ano    | Ano  |
| Bell 206B JetRanger                  | Ano      | Ano    | Ano  |
| Boeing 737-800                       | Ano      | Ano    | Ano  |
| Boeing 747-400                       | Ano      | Ano    | Ano  |
| Boeing F/A-18A Hornet                | Ne       | Ne     | Ano  |
| Bombardier CRJ-700                   | Ano      | Ano    | Ano  |
| Bombardier Learjet LJ-45             | Ano      | Ano    | Ano  |
| Cessna 172S Skyhawk SP               | Ano      | Ano    | Ano  |
| Cessna 172S Skyhawk SP G1000         | Ne       | Ano    | Ano  |
| Cessna 208B Grand Caravan            | Ano      | Ano    | Ano  |
| de Havilland DHC-2 Beaver            | Ano      | Ano    | Ano  |
| de Havilland Canada DHC-8            | Ne       | Ne     | Ne   |
| DG Flugzeugbau DG-808S               | Ano      | Ano    | Ano  |
| Douglas DC-3                         | Ano      | Ano    | Ano  |
| Extra EA-300S                        | Ano      | Ano    | Ano  |
| Grumman G-21A Goose                  | Ne       | Ano    | Ano  |
| McDonnell Douglas MD-83              | Ne       | Ne     | Ne   |
| Maule Orion M-7-260C                 | Ne       | Ano    | Ano  |
| Maule Orion M-7-260C on skis         | Ne       | Ano    | Ano  |
| Mooney M20M Bravo                    | Ano      | Ano    | Ano  |
| Mooney M20M Bravo G1000              | Ne       | Ano    | Ano  |
| North American P-51D Racer           | Ne       | Ne     | Ano  |
| Piper PA-28 Cherokee 180             | Ne       | Ne     | Ne   |
| Piper J3C-65 Cub                     | Ano      | Ano    | Ano  |
| Robinson R22 Beta II                 | Ano      | Ano    | Ano  |

## Opravy a Rozšíření

### Service pack 1
První service pack (SP1) pro Flight Simulator X byl uvolněn společností Microsoft dne 15. května 2007 a řeší:
- Problémy s aktivací a instalací
- Zlepšení výkonu na vícejádrových počítačích
- Problémy s doplňky třetích stran

### Service pack 2
Microsoft vydal další aktualizaci Service Pack pro Flight Simulator X ve stejném čase jako jeho datadisk (viz níže). Aktualizace byla určena především pro uživatele Windows Vista s grafickými kartami kompatibilními s DirectX 10 a také přinesla podporu vícejádrových procesorů. Tato verze využívá vylepšený DX10 Shader Model a přináší tak vyšší výkon pro Windows Vista. SP2 umožňuje hráčům, kteří nevlastní datadisk účastnit se hry více hráčů s hráči kteří datadisk mají. Zároveň jim ale zabraňuje se dále účastnit multiplayerových her s hráči SP1 nebo původního FSX. Podle dokumentace je nutné nainstalovat aktualizaci Service Pack 1 před instalací aktualizace Service Pack 2.

### Flight Simulator X: Acceleration
Společnost Microsoft vydala svůj první datadisk pro Flight Simulator nazvaný Flight Simulator X: Acceleration na americký trh 23. října 2007 a na australský trh 1. listopadu 2007. Datadisk Acceleration přináší multiplayerové vzdušné závodění, 20 nových misí a tří zcela nová letadla: F/A-18A Hornet, vrtulník EH-101 a P-51D Mustang. Dále obsahuje vylepšenou scenérii u Berlína, Istanbulu, Cape Canaveral a Edwards Air Force Base, poskytující jak textury s vysokým rozlišením (60 cm / pixel), tak detailní 3D objekty. Datadisk již obsahuje oba Service Packy a tak je jejich instalace zbytečná.